# Abenezra (krater księżycowy)
Abenezra – krater uderzeniowy na Księżycu, położony w jego południowo-środkowej części. Leży wzdłuż południowo-wschodniej krawędzi krateru od krateru Azophi. Na północny wschód leży krater Geber, a dalej na południowy wschód znajduje się większy krater Sacrobosco.
Krawędź krateru Abenezra ma zauważalnie wielokątny kształt, o nierównych odcinkach ścian. Wewnętrzne ściany są terasowe, dno krateru jest nierówne, grzbietowate. Te grzbiety dna tworzą niezwykłe, wijące się wzory. We wschodniej części krater nakłada się na inny krater, określany jako Abenezra C.

## Satelickie kratery
Zgodnie z konwencją poniższe obiekty są identyfikowane na mapie Księżyca, umieszczając literę na boku krateru, którego środek jest najbliżej Abenezry.
| Abenezra | Szerokość | Długość | Średnica |
| -------- | --------- | ------- | -------- |
| A        | 22,8° S   | 10,5° E | 23 km    |
| B        | 20,8° S   | 10,1° E | 14 km    |
| C        | 21,3° S   | 11,1° E | 44 km    |
| D        | 21,7° S   | 9,7° E  | 8 km     |
| E        | 21,4° S   | 9,4° E  | 14 km    |
| F        | 21,5° S   | 10,3° E | 7 km     |
| G        | 20,5° S   | 11,0° E | 5 km     |
| H        | 21,1° S   | 12,8° E | 4 km     |
| J        | 19,9° S   | 10,7° E | 5 km     |
| P        | 19,9° S   | 9,9° E  | 44 km    |